# Decade of Aggression
Decade of Aggression е концертен албум на американската траш метъл банда Слейър от 1991 г. в два диска.
Възприемайки себе си като един от водачите в траш метъла, с натрупана мъдрост в годините на творене на музика, групата предоставя на жадната публика своята есенция от ранния „Show No Mercy“ до още пресния „Seasons in the Abyss“, записани пред публика по време на участието им в турнето Clash of the Titans, в подкрепа на тавата им от 1990 г.
Работата по записите протича в периода 1990 – 1991 г. Местата на концертите са в Лейкланд (Флорида), Сан Бернардино (Калифорния) и Лондон.
Продукцията достига до 55-о място в Билборд 200 в САЩ през 1991 г.

## Музиканти
- Том Арая – вокал, бас
- Кери Кинг – китари
- Джеф Ханеман – китари
- Дейв Ломбардо – барабани